# 大野由加里
大野 由加里（おおの ゆかり、1979年（昭和54年）2月9日 - ）は、日本の司会、タレント、女優。現在はフリー。2005年9月から2007年1月まで毬谷くるみ（まりや くるみ）という芸名で活動していたこともある。

## 略歴・人物
愛知県出身。名古屋経済大学市邨高等学校では演劇部に在籍し、高校演劇大会で助演女優賞を受賞。高校演劇時代は常に三枚目役者であった。卒業後、劇団からのオファーを断り、1997年4月名古屋の宣伝会社に入社。表舞台ではなく裏方に徹することに。テレビ制作、映画宣伝、イベント企画・制作・進行など、様々な仕事を担当するようになる。1998年には中部日本放送ラジオ局編成部に出向し広報を担当。CBCラジオに勤務している際、CBC社員と結成したシェフのおすすめインターナショナルというユニットで活動。自主製作でALBUM CD「ビバ!!はだか天国」をリリースし、発売当初はTOWER RECORDSのインディーズコーナーに置かれていた。裏方として活動を続けながらも、2000年1月、映画紹介番組CINEMA★KING 映画王 （東海テレビ）でケン・マスイと共にコメンテーターに抜擢され高視聴率を獲得。初のレギュラー番組は1年後に放送時間拡大となった。これを機に、2002年8月、長年勤めていた宣伝会社を退社し、約2年間、名古屋の地元タレントとして活動した後、2004年12月に上京。活動拠点を東京に移し、現在はタレント・女優として活動をしている。趣味の漫画、イラストが認められ、イラストレーターとしての一面や、妖怪・ホラー映画に多数出演していることから、妖怪コメンテーター、コスプレイヤーとしての活躍ぶりも見せる。

## 出演

### テレビ・ドラマ
- CINEMA★KING 映画王 （東海テレビ）
- プロ野球オールスタースーパーバトル （東海テレビ）
- 聖母 毬谷様 （インターネット放送 DOING.TV）（芸名：毬谷くるみ）
- 映画バカ企画会議 (インターネット放送 DOING.TV）（芸名：毬谷くるみ）
- 七田眞の今いちばん伝えたいこと (インターネット放送 DOING.TV）（芸名：毬谷くるみ）
- 危簾陣女子学園 （TOKYO MX TV）
- 都市怪奇伝説～呪いのバースデーメール （TOKYO MX TV）- 準主役
- ズバリ言うわよ! （TBS）
- コスコスプレプレ （フジテレビ ONE TWO NEXT)
- 東北楽天ゴールデンイーグルス主催試合リポーター（2018年-）

### 映画
- 妖奇怪談全集 怪談釘狂い 　山田誠二 監督
- 新怪談残虐非道 女刑事と裸体解剖鬼　山田誠二 監督
- PET BOX〜因幡の白うさぎ　季相國 監督　（芸名：毬谷くるみ）
- Bar Polestar2～黄金銃を持つ男　高木裕治 監督
- Monja　大仁田厚 監督 （芸名：毬谷くるみ）
- 幽女十夜　内藤慈 監督
- 新怪談必殺地獄少女拳 吸血ゾンビと妖怪くノ一大戦争　山田誠二 監督
- なくもんか　水田伸生 監督
- JUDGEMENT　辻岡正人 監督
- 冴え冴えてなほ滑稽な月　島田角栄 監督
- Last Wedding Dress　上田慎一郎 監督

### DVD
- ヒロイン危機一髪SP　闇の使者レディクロウ

### 舞台
- チームプロミス　 SENGOKU～それぞれの運命の為に～　 （石井孝 演出／脚本）
- トツゲキ倶楽部  　ゆれるおもひで　（横森文 演出／脚本）
- Minami Produce 　 『世界の終わり』を囲む短編　（南慎介 演出／脚本）
- 劇団東京ペンギン 　 恋するゆりかもめ　（裕本恭 演出／脚本）
- タイムリビジョン製作委員会 　 タイム・リビジョン～時間修正作戦～　（唐沢俊一 演出／脚本）
- 劇団あぁルナティックシアター 　 大河ドラマ　徳川家太郎　（橋沢進一 演出／原作）
- 劇団白昼夢 　 ドロン荒野郷鉄線　（石坂雷雨 演出／米山昂　脚本）
- 劇団天然ポリエステル 　異人（マレビト）　（高原フヒト 演出／脚本）
- 劇団あぁルナティックシアター 　 TOKYO BAKA EXPO 2012 ～地獄の楽園 ナイトスラッシャー～　（橋沢進一 演出／脚本）
- 劇団あぁルナティックシアター 　 TOKYO BAKA EXPO 2012 ～南極(人)～　（橋沢進一 演出／京極夏彦原作）
- ノーコンタクツ 　 FURTHER ALONG　（麻見拓斗 演出／脚本）
- 劇団あぁルナティックシアター 　 大人の絵本「カラフル」（橋沢進一 演出／脚本）
- 劇団Please Mr.マーベリック 　 楽園のエヴァンジェリオ（歳岡孝士 演出／脚本）ルナティック演劇祭　予選作品（決勝進出）
- 劇団Please Mr.マーベリック 　 楽園のエヴァンジェリオ－わるいひとたち－（歳岡孝士 演出／脚本）ルナティック演劇祭　優勝作品
- カラフル企画　vol.4　「めぐりあうとき」（園田英樹 演出／脚本）
- ユーキース・エンタテインメントプロデュース公演　vol.12「...from the moon light～月からの贈りもの～」（田中優樹 脚本／山﨑洋介 演出)
- 空感エンジンプロデュース公演　「ラン・フォー・ユア・ワイフ～＠Japan～」（レイ・クーニー原作 多田明日香 脚色／演出)
- SHOUT OUT THE STAGE 2014 ドラマティック・カンパニー×激富「法螺-a pack of lies-」（フランキー仲村 演出／脚本）
- AMMO Vol.01 「Lucifer」（南慎介 演出／脚本）
- 劇団ラチェットレンチ vol.10 「落伍者、改。」（大春ハルオ　脚本／三浦佑介 演出）
- 劇団ラチェットレンチ vol.11 「BET」（大春ハルオ　脚本／演出）

### CD
- シェフのおすすめ インターナショナル 「ビバ！！はだか天国」　ボーカル
- 175R 6th ALBUM「JAPON」　ジャケット／歌詞ブック　モデル

### 出版物
- アートコミュニケーション 「 Mahoroba」　コメント　モデル
- アートコミュニケーション 「 LIFEwork」　生涯学習（体験レポート）

### その他
- 東京ガス横須賀店 ガス展 せんだみつお　アシスタント
- 山形県 村山市主催  竹原慎二トークショー 司会
- 東急ステーションリテールサービス「toks」ホームページ　イメージキャラクター
- 東映 映画「劇場版 ゲゲゲの鬼太郎 日本爆裂！！」 関東地区舞台挨拶　司会
- ナチュラル・メイクアップ・レンズ CAPRICE　カプリスガールの１日/メイク講座　OLモデル
- IBM企業VTR　MC
- ポニーキャニオン主催　映画『ソウルガールズ』ライブイベント付き試写会司会
- 栃木県 足利市主催  まちなか元気市クリスマス点灯式ライブイベント 司会
- ドリパス　Blu-ray＆DVD発売記念　映画『キャプテンハーロック(3D)』上映会司会（ゲスト:田名部生来(AKB48)）
- Blu-ray＆DVD発売記者会見　映画『赤×ピンク』司会（ゲスト：芳賀優里亜）
- Blu-ray＆DVD発売記者会見　映画『ファースト・グライド』『エル・マール・ミ・アルマ』司会（ゲスト：スギ。(インスタントジョンソン)）
- 栃木県足利市主催　第9回ひめたま痛車祭　ステージ/司会
- 東京ドームシティ　テーブルウェアフェスティバル2015　土岐市観光大使・酒井敏也 美濃焼を語る　　司会
- 映画『はじまりのうた』公開記念　片平里奈ライブ＆トークショー　司会
- 映画『たまこちゃんとコックボー』初日舞台挨拶　司会
- 演劇集団キャラメルボックス 成井豊×梶尾真治トークイベント　司会
- 映画『ハッピーボイス・キラー』DVD発売記者会見　ゲスト/永野　司会
- 東京ドームシティ　テーブルウェアフェスティバル2016　土岐市和食の世界を楽しむうつわ　司会
- 映画『先輩と彼女』DVD発売記念トークイベント　司会
- 鉄神ガンライザーNEO2 DVD発売記念トークイベント　司会
- 映画『通学電車』『通学途中』DVD発売記念トークイベント　司会
- 映画『GAMBA ガンバと仲間たち』Blu-ray＆DVD発売記念トークイベント　司会